# Cecilia (pel·lícula)
Cecilia és una pel·lícula cubana produïda en 1981 i dirigida per Humberto Solás. El guió està basat en la novel·la Cecilia Valdés o la loma del ángel, de Cirilo Villaverde. Va participar al 35è Festival Internacional de Cinema de Canes.

## Trama
El 1830 Cecilia Valdés, filla del sastre Uribe i la seva dona, d'origen africà, viu en Cuba. A causa de la seva bellesa i la seva pell extraordinàriament blanca, la seva mare i la seva àvia volen que Cecilia es casi amb un home ric. En una festa Cecilia coneix a Leonardo Gamboa, fill d'una família rica, que té una gran plantació amb molts esclaus. Leonardo s'enamora de Cecilia immediatament. José Pimenta, un amic d'Uribe que està enamorat de Cecilia, prepara una rebel·lió d'esclaus. Uribe està insegur de voler participar en aquesta rebel·lió. Per a evitar el seu amor per Leonardo, Cecilia amaga a un ferit buscat per revolucionari a la seva casa. La mare de Leonardo l'obliga a casar-se amb Isabel, una dona blanca de la bona societat. A més condueix al cap de la policia a l'amagatall del revolucionari buscat. Leonardo no té suficient força per a resistir la seva mare. Després d'una querella Cecilia es va. Durant una festa de carnestoltes comença la rebel·lió. Uribe vol matar a un milicià, però fracassa, perquè no li pot disparar en el moment decidit i els soldats el capturen. José vol venjança pel revolucionari traït per la mare de Leonardo. Cecilia li dona un punyal i li demana no matar Leonardo, només a la seva mare. Per escapar de la policia José es disfressa amb els hàbits tradicionals d'un monjo. Durant les noces José entra a l'església i mata Leonardo. Cecilia salta de la torre de l'església.

## Repartiment
- Daisy Granados com Cecilia.
- Imanol Arias com Leonardo.
- Raquel Revuelta com Mare de Leonardo.
- Miguel Benavides
- Eslinda Núñez
- José Antonio Rodríguez com Uribe.
- Gerardo Riverón
- Nelson Villagra
- Alfredo Mayo com General Vives.
- Enrique Almirante
- Mayda Limonta
- Angel Toraño
- Hilda Oates

## Producció
La megaproducció de Solás de 1982, el projecte més car que ha dut a terme fins ara l'ICAIC, es va publicar simultàniament com a minisèrie de sis hores per a la televisió espanyola, com a pel·lícula cinematogràfica de quatre hores per a audiències cubanes i una pel·lícula de dues hores per a llançament internacional. Segons Michael Chanan, "cap pel·lícula cubana mai va produir un nervi brut amb més insistència que aquesta, revelant en el procés els perills d'interferir certs tipus d'icones culturals". Els crítics van ser unànimes en la seva indignació i repugnància per la versió lliure de Solás d'una obra canònica i, tot i això, Solás va parlar constantment de Cecília com una pel·lícula reeixida en termes personals fins a la seva mort el 2008.
Solás va esborrar l'element més impactant de la novel·la: que, sense conèixer-se, Cecília i Leonardo eren germà i germana i, per tant, amants incestuosos, i van inserir, en canvi, un subtext que emfatitza la santeria com la força que configura el destí dels personatges. Si bé la pel·lícula comparteix amb la novel·la una postura abolicionista i una abominació de les pràctiques racistes que impregnaven la societat cubana colonial, destaca la importància del sincretisme i la transculturació religiosa d'una manera que l'obra de Villaverde no va poder.
La pel·lícula de Solás és una resposta del segle XX a un text canònic basat en els ensenyaments de Fernando Ortiz, Lydia Cabrera, Natalia Bolívar, Miguel Barnet i altres estudiosos que afirmen que la cultura afrocubana forma part integral de la identitat nacional cubana. En posar la santeria al descobert i mostrar Cecilia com a practicant, Solás fa visible allò que era invisible a la novel·la del segle xix. Ressuscita el sistema de creences dels personatges negres i mulats de Villaverde, convertint-lo en la trama de la seva pel·lícula i traçant clars paral·lelismes entre ella i el catolicisme com a sistemes de referència contenciosos en la societat colonial. Igualment important, la projecció d'un tema religiós cap a una història del segle xix permet Solás mirar una cosa suprimida i conduïda subterràniament a Cuba en el moment de la seva pel·lícula: la presència continuada de la santeria com a subcurrent en la cultura cubana contemporània i el seu poder per subvertir els paradigmes dominants. Va ser aquest aspecte de la pel·lícula que va agitar i va inflamar crítics com Mario Rodríguez Alemán, qui va qualificar el final de la pel·lícula de "repulsiu", la va condemnar pel seu "excés de càrrega religiosa", pel predomini del "sagrat" i "la prioritat donada al mite, l'onirisme, el misticisme i el folklore ", que van relegar" les connotacions polítiques i socials de l'original de Villaverde a un segon pla.